# Баликтуюль
Баликтуюль (рос. Балыктуюль) — село Улаганського району, Республіка Алтай Росії. Входить до складу Баликтуюльського сільського поселення.
Населення — 1374 особи (2015 рік).